# Gorges de la Restonica
Pour les articles homonymes, voir Restonica (homonymie).
Au départ de Corte, au cœur de la Corse, les gorges de la Restonica offrent de multiples possibilités de baignades et de randonnées. Une route sinueuse permet d'atteindre les bergeries de Grotelle qui sont le départ vers les lacs de Melo et Capitello.

## La rivière
La Restonica est une rivière qui prend sa source au Lac de Melo à 1711 mètres d'altitude sur le monte Rotondo. Son cours est de 18 km avant de rejoindre le Tavignano à Corte.
Son parcours est parsemé de cascades et de piscines naturelles d'eau limpide et fraîche, dans sa première partie, puis devient moins accidenté dans le reste de la vallée.

## Les gorges
L'accès aux gorges pour les véhicules se fait depuis Corte par la D623. Vu l'étroitesse de la route, il est recommandé de partir tôt le matin afin d'avoir le flux des véhicules dans le même sens, c'est-à-dire vers le fond des gorges. L'accès au vaste parking est payant, offrant la sécurité du stationnement et de la restauration.
Du parking, le sentier s'engage dans la montagne en montée assez douce sur la moitié de son parcours mais devient vite acrobatique pour les non-habitués à la randonnée. Les roches et les pierres rendent le port de chaussures de marche pratiquement indispensable et vivement conseillé.
Parcours d'environ 8 km pour un dénivelé positif de 600 m et 1h45 à 2 h pour arriver au lac de Capitello (le plus haut à 1930m).
Faisant suite aux tempêtes Ciarán et Domingos de novembre 2023, l'accès à la Vallée de la Restonica jusqu'aux bergeries de Grutelle n'est plus possible : le pont de Tragone a été emporté et il n'est pas prévu pour l'instant de le reconstruire.
Pour maintenir la fréquentation touristique, la ville de Corte, le Parc naturel régional de Corse et l'Office de l'environnement de la Corse font la promotion de la réhabilitation d'anciens sentiers en basse, moyenne et haute-vallée de la Restonica.

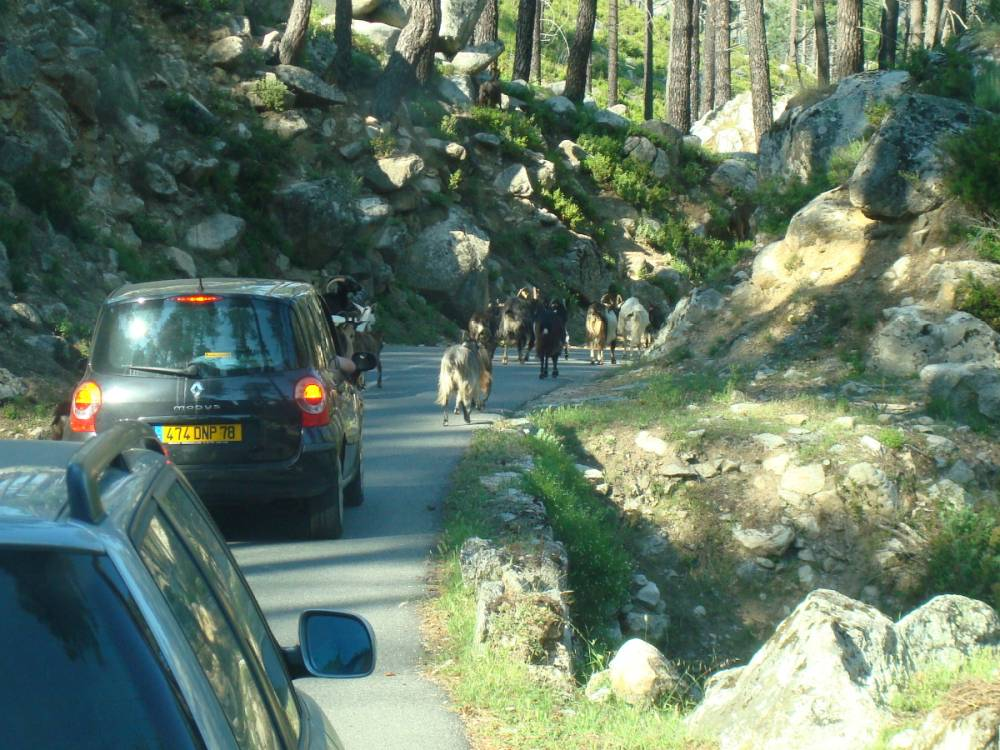
La route de la Restonica en Haute-Corse, le troupeau de chèvres.
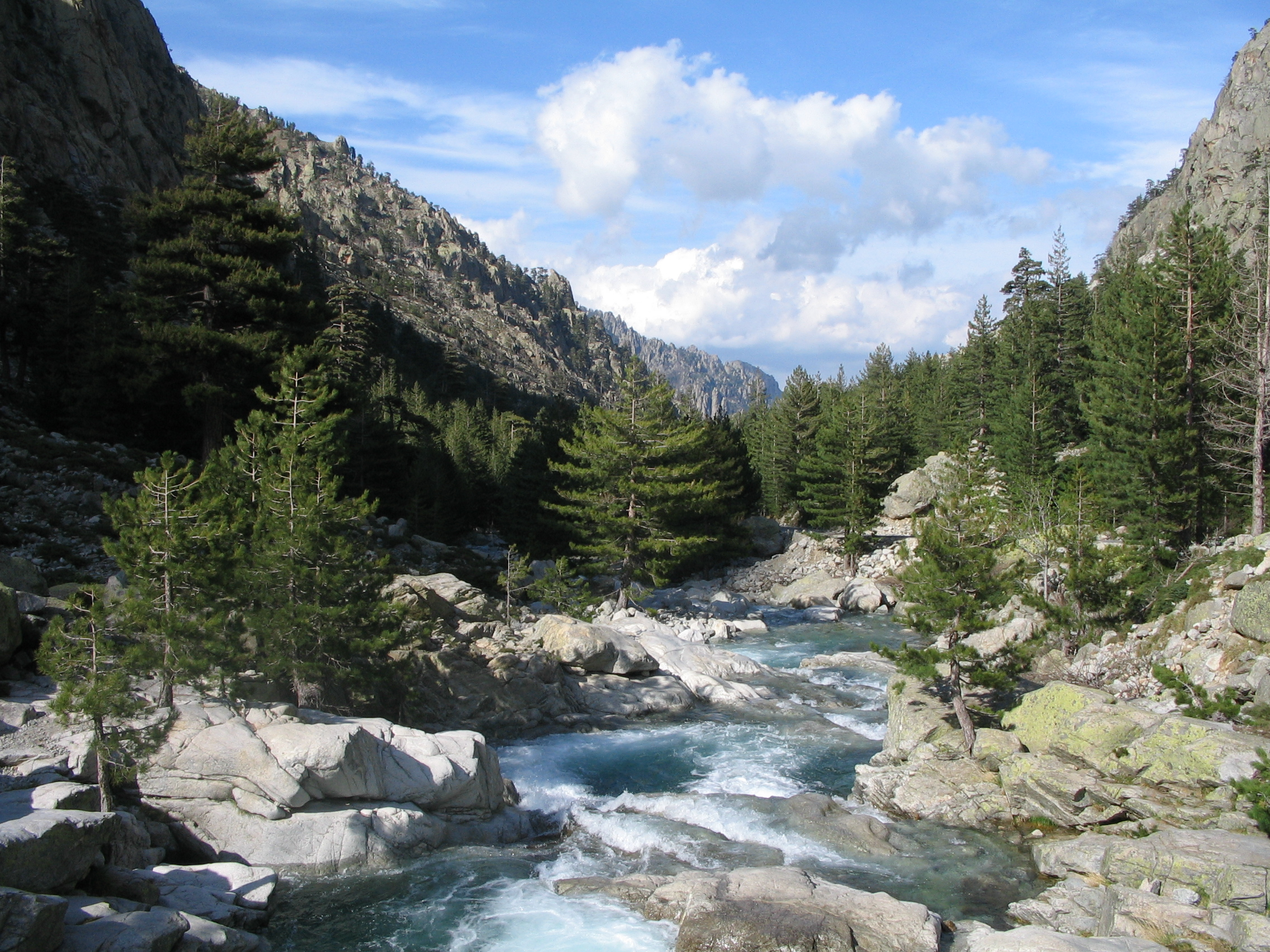
Les gorges et la rivière de la Restonica en Haute-Corse
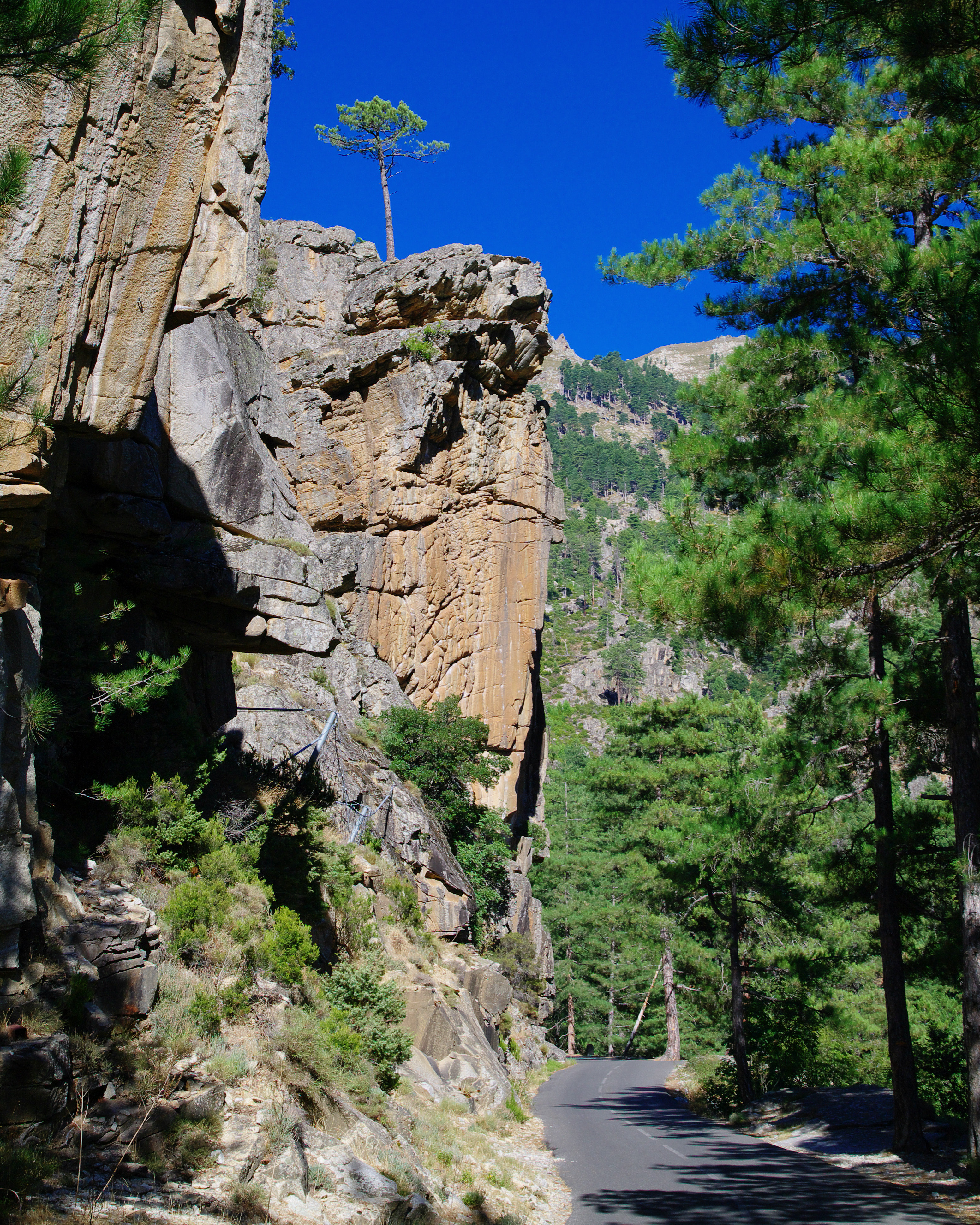
La route de la Restonica avec ses pins maritimes.